# Over de Joden en hun leugens

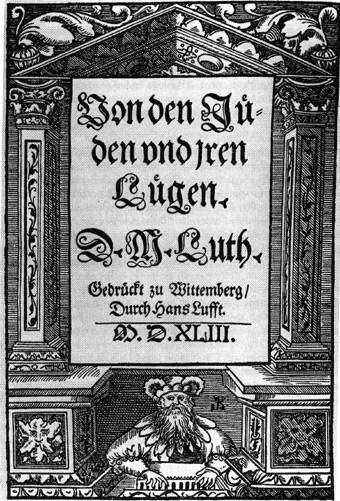
Titelblad (1543)

Over de Joden en hun leugens (Duits: Von den Jueden und iren Luegen, in de moderne spelling Von den Juden und ihren Lügen) is een anti-judaïstische verhandeling van 65.000 woorden uit 1543 van de Duitse Reformatie-leider Maarten Luther.
Luther, die vooral bekend zou worden als een kerkhervormer, stelt in de verhandeling dat synagogen en scholen in brand zouden moeten worden gestoken, hun gebedenboeken vernietigd, rabbijnen verboden te prediken, huizen en geld geconfisqueerd. 
Hij schrijft dat joden geen genade, vriendelijkheid of wettelijke bescherming verdienen, en dat ze vergiftigende wormen zijn die voor eeuwig verbannen of als dwangarbeiders tewerkgesteld moeten worden. Hij lijkt er ook voor te pleiten dat ze moeten sterven: "Zo is het ook onze schuld dat wij het grote onschuldige bloed, dat zij aan onze Heer en de christenen vergoten hebben, driehonderd jaar na de verwoesting van Jeruzalem en tot op de dag van vandaag aan kinderen (dat nog steeds uit hun ogen en huid lijkt te verschijnen), niet aanrekenen, hen niet doden."
Om het 'probleem' op te lossen schreef Luther zeven maatregelen:
1. Hun synagogen of scholen moeten afgebrand worden, zodat niemand ooit nog kan zien dat deze hebben bestaan;
2. Hun huizen moeten ook vernietigd worden, want daarbinnen ontkiemt precies hetzelfde kwaad, daarom mag je ze onder één dak met de zigeuners doen, zodat ze weten dat ze niets te zeggen hebben;
3. Hun Talmoed en gebedsboeken moeten afgepakt worden omdat die vol afgoderij, leugens, vuiligheid en dwalingen staan;
4. Hun rabbijnen moet, op straffe van de dood, verboden worden om lezingen te houden;
5. Hun vrijgeleide en het recht van overpad moet worden ontnomen, ze hebben niets in het land te zoeken, laat ze blijven waar ze zijn;
6. Hun woekering van geld moet worden verboden, het gezag moet hun contanten en juwelen, zilver en goud, in beslag nemen en als borg bewaren;
7. Joodse jongeren moeten nog uitsluitend vaardigheden leren die nodig zijn om door fysieke arbeid, met het zweet onder de neus, hun brood te verdienen.